# フーゴー・ヴァルトボット・フォン・バッセンハイム

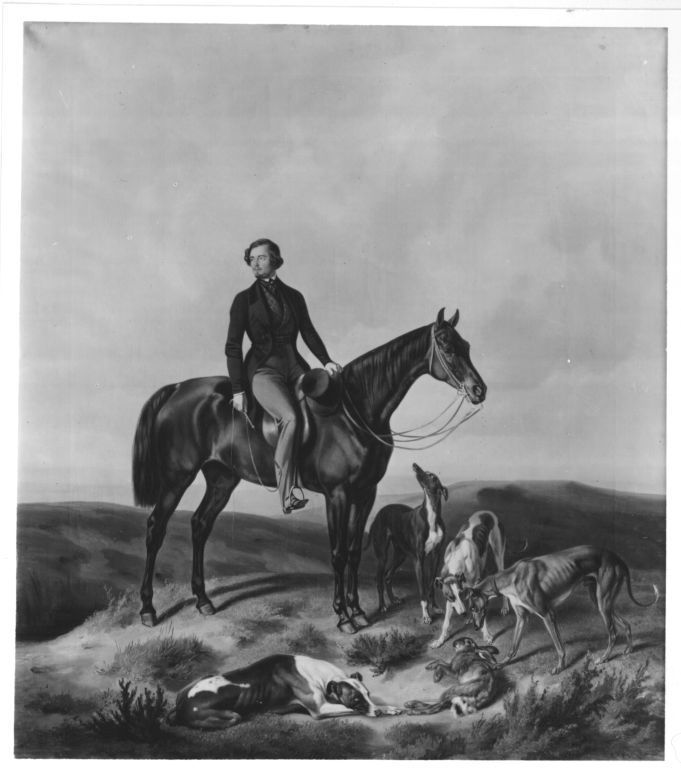
ヴァルトボット伯フーゴー、A・アダム画、1841年、バイエルン州絵画収蔵館蔵

フーゴー・フィリップ・グラーフ（伯爵）・ヴァルトボット・フォン・バッセンハイム（Hugo Philipp Graf Waldbott von Bassenheim, 1820年6月30日 - 1895年5月17日）は、ドイツ・ライン地方発祥の貴族家門ヴァルトボット・フォン・バッセンハイム家のシュタンデスヘル系統の家長。父祖から受け継いだ莫大な資産を蕩尽し、最後には破産した。

## 生涯
フリードリヒ・ヴァルトボット・フォン・バッセンハイム伯爵と妻の男爵令嬢シャルロッテ・ヴァンボルト・フォン・ウムシュタットの間の息子。1843年2月27日にバイエルン王国の宮内長官を務めるエッティンゲン＝ヴァラーシュタイン侯ルートヴィヒの長女カロリーネと結婚。
フーゴーはイギリスのダンディズムを模倣した奢侈な生活スタイルを好み、父祖が過去数百年にわたり築いてきた資産を使い尽くした。このため1852年から1853年にかけ、クランスベルク代官所及びクランスベルク城、ライフェンベルク代官所の2つの荘園を売却せざるを得なくなる。そして1862年にはバッセンハイムの城と所領、そしてピルモント城（といっても当時は完全な廃墟だった）を強制的に競売にかけられることとなる。
1872年には、彼の破滅的な生活態度を憂慮したヴュルテンベルク邦議会の決定により、1830年より同議会第1院（貴族院）に有していた議席を剥奪される。もっとも、フーゴーは彼の生活上のポリシーから議会の召集に応じたことはなかった。1875年ヘッグバッハ修道院と付属所領を売却したが、同城は1803年にヴァルトボット伯家がライン左岸に有していた帝国直属身分の所領を失ったことに対する補償として得たものだった。同時に、ブクスハイム修道院の所領も次々に切り売りされた。1880年にはヴァルトボット伯家に完全破産の危機が迫った。1883年、フーゴーは美術史的価値の高いバロック様式のブクスハイム聖歌隊席を競売にかけ、聖歌隊席はイングランドに渡った（聖歌隊席は1979年になって、地元の地方公共団体が公的資金を使い買い戻した）。さらに1885年にはブクスハイム修道院図書館の蔵書と書棚等の家具類をすべて売り払った。
1916年、フーゴーの孫で伯家家長のルートヴィヒは、ブクスハイム修道院の教会堂と修道院建物全体、そしてバイエルン王国と隣のヴュルテンベルク王国との境界を成していた同修道院の敷地をすべて売却した。1925年にはさらに同修道院の古文書、祭服、聖具、多数の絵画コレクションをオットーボイレン修道院に売り渡した。ヴァルトボット伯家の没落は、ドイツで最も裕福な高級貴族家門の1つが一代で破滅した事例として、後代の語り草となった。